# Gnaptorina
Genre
Gnaptorina est un genre de coléoptères de la famille des Tenebrionidae. Les espèces du genre Gnaptorina sont présentes au Tibet.

## Taxonomie
Le genre Gnaptorina est décrit en 1887 par l'entomologiste allemand Edmund Reitter. Il est créé pour l'espèce Gnaptorina felicitana.
Il tient son nom du genre Gnaptor, de la même famille d'insectes, suivi du suffixe -ina.
Sous-genres
Le genre Gnaptorina est divisé en trois sous-genres en 2009 par l'entomologiste russe Medvedev. Un quatrième sous-genre est décrit en 2020 par les entomologistes chinois Bai, Li et Ren.
- Austroptorina Bai, Li & Ren, 2020 (espèce type : Gnaptorina longicornis)
- Boreoptorina Medvedev, 2009 (espèce type : Gnaptorina cordicollis)
- Gnaptorina Reitter, 1889 (espèce type : Gnaptorina felicitana)
- Hesperoptorina Medvedev, 2009 (espèce type : Gnaptorina brucei)

En 2021, les quatre chercheurs chinois Li, Bai, Zhao et Ren, et le chercheur français Kergoat publient un article présentant les résultats d'une étude phylogénétique et moléculaire effectuée sur 38 espèces et sous-espèces du genre Gnaptorina, soit 74% des espèces connues. Celles-ci sont plus finement redistribuées et certaines renommées ou synonymisées, tandis que le sous-genre Boreoptorina (qui ne contenait qu'une seule espèce) devient un synonyme d'Hesperoptorina. Il ne reste donc plus que trois sous-genres :
- Austroptorina Bai, Li & Ren, 2020 (2 espèces)
- Gnaptorina Reitter, 1889 (15 espèces)
- Hesperoptorina Medvedev, 2009 (11 espèces)

## Évolution
L'étude phylogénétique et moléculaire de 2021 montre que le genre Gnaptorina est apparu il y a à peu près 69,68 millions d'années. Le sous-genre Hesperoptorina aurait divergé du clade principal vers 55,89 millions d'années, tandis que les deux autres sous-genres Gnaptorina et Austroptorina se seraient distingués l'un de l'autre vers 47,81 millions d'années.

## Distribution
Dans sa publication originale, Reitter indique que les premiers spécimens du genre ont été recueillis dans les vallées du fleuve Jaune et du fleuve Bleu autour de 4 000 m d'altitude.

## Espèces
Les espèces du genre Gnaptorina sont divisées en 3 sous-genres.
Sous-genre Austroptorina
Le sous-genre Austroptorina comprend deux espèces, :
- Gnaptorina longicornis Li & Ren, 2004
- Gnaptorina polita Bai, Li & Ren, 2020

Sous-genre Gnaptorina
- Gnaptorina artipenis Bai, Li & Ren, 2020
- Gnaptorina crenata Bai, Li & Ren, 2020
- Gnaptorina dongdashanensis Shi, 2013
- Gnaptorina fairmairei Koch, 1965
- Gnaptorina felicitana Reitter, 1887
- Gnaptorina kashkarovi Medvedev, 1998
- Gnaptorina lii Li & Ren, 2004
- Gnaptorina media Medvedev, 1998
- Gnaptorina minxiana Medvedev, 2008
- Gnaptorina miroshnikovi Medvedev, 1998
- Gnaptorina platytarsia Li & Ren, 2004
- Gnaptorina potanini Reitter, 1889
- Gnaptorina proxima Reitter, 1889
- Gnaptorina rufipes Li & Ren, 2004
- Gnaptorina rugosipensis Medvedev, 1998

Sous-genre Hesperoptorina
- Gnaptorina ampliptera Bai, Li & Ren, 2020
- Gnaptorina brucei Blair, 1923
- Gnaptorina compressa Shi, Ren & Merkl, 2007
- Gnaptorina cordicollis Medvedev, 1998
- Gnaptorina cuonaensis Shi, 2013
- Gnaptorina globithoracalis Shi, Ren & Merkl, 2007
- Gnaptorina himalaya Shi, Ren & Merkl, 2007
- Gnaptorina kangmar Shi, Ren & Merkl, 2007
- Gnaptorina nigra Shi, Ren & Merkl, 2007
- Gnaptorina pilifera Shi, Ren & Merkl, 2007
- Gnaptorina tishkovi Medvedev, 1998

Sous-genre à déterminer ou espèce à confirmer
- Gnaptorina acutangula Li, Bai & Ren, 2019
- Gnaptorina crassitibia Li, Bai & Ren, 2019
- Gnaptorina cylindricollis Reitter, 1889
- Gnaptorina medvedevi Shi, 2013
- Gnaptorina quadratus Li & Ren, 2004
- Gnaptorina tenuicorpra Li & Ren, 2004